# Couratari asterophora
Couratari asterophora är en tvåhjärtbladig växtart som beskrevs av Carlos Toledo Rizzini. Couratari asterophora ingår i släktet Couratari, och familjen Lecythidaceae. IUCN kategoriserar arten globalt som akut hotad. Inga underarter finns listade i Catalogue of Life.